# Kolonia (Pieniężno)
Pour les articles homonymes, voir Kolonia (homonymie).
Kolonia est un village polonais de la voïvodie de Varmie-Mazurie, dans le powiat de Braniewo.